# BMW Z3
BMW Z3是德國的汽車制造商BMW公司生產的雙座敞篷車，于1995年9月至2002年6月间在美國南卡羅來納州生產。是宝马历史上第一款在美国生产的车型，後繼車型為宝马Z4。也是007系列電影《黃金眼》中邦德的一輛座駕。代号E36、E37（敞篷车型）/E38（轿跑车型），采用E36 3系的底盘，1998年推出高性能车型“Z3 M”。是宝马Z系列第一款量产车型。

## 研发
跑车的开发始于1991年，由Burkhard Göschel领导，外观设计由长岛俊二设计，在1992年中期完成，距生产前39个月，1993年设计被冻结。1994年4月2日在德国申请了设计专利，1994年9月27日在美国申请了设计专利。1995年6月12日，宝马北美公司通过视频新闻发布会介绍了Z3。1995年9月20日开始生产。
Z3 Coupé车型的开发是由一群宝马工程师在工作之外的时间进行的，Z3 Coupé与敞篷车共享相同的平台和部件，但采用了底盘加强型的舱门区域，相比之下，Z3 Coupé的车身刚性是敞篷车的2.7倍。
Z3是宝马第一款在德国以外地区完全生产的车型。它是在南卡罗来纳州的格里尔市生产的。

## 跑车（E36/7）
Roadster车型于1995年9月投产，推出时搭载4缸发动机。随后在1996年推出了6缸发动机，可拆卸式硬顶车顶作为选装件。

## 轿跑车(E36/8)
Coupé车型于1998年9月投入生产，其颇具争议的猎装车造型，被评论家们戏称为 "小丑鞋"、"面包车"。在德国，它被戏称为 "turnchuh"（运动鞋）。
Coupé车型只生产了2.8、3.0i和M Coupé三款车型。

## 变速箱
- 5速ZF S5-31手动挡（Z3 2.8 / 3.0i / Z3M
- 5速Getrag 250手动挡（Z3 1.8 / 1.9i / 2.0 / 2.2i / 2.5）。
- 5速ZF 5HP19自动挡 (Z3 3.0i)
- 5速通用汽车5L40-E自动挡(Z3 2.2i / 2.5)
- 4速通用汽车4L30-E自动挡 (Z3 1.9 / 2.0 / 2.5 / 2.8)

## 型号
4缸车型采用了单排气管，而6缸车型则采用了双尾管、轮距扩音器（针对前脸型）和改款后的前保险杠。其中2.3和2.5车型在美国独家销售，而1.8、2.0和2.2i车型则发售全球各地。

## Z3M
Z3M车型于1997年推出了敞篷跑车（M Roadster）和双门跑车（M Coupé）两种车身样式。欧洲车型最初采用S50发动机，北美车型则采用S52发动机。2001年，欧洲和北美车型均改用新的S54发动机。当时的车型只提供5速手动变速箱。
与标准的Z3相比，M车型采用了限滑差速器、更宽的后轮和更大的刹车系统（与E36 M3共享）。Z3M车型采用了M车型特有的颜色，它们采用了更符合空气动力学的翼子板后视镜，以及重新设计的前后保险杠和定制的 "Roadstar "式40轮毂、修正后的侧鳃和四出排气管。内饰方面，中控台上的电压表、时钟和油温表、真皮包裹的中控台和车门拉杆，以及独特的M风格座椅和内饰颜色的选择，也能让内饰变得与众不同。
与Z3系列的其他车型不同的是，Z3M在2000年的整改款车型中并没有进行外观上的改动。

## 特殊款

### 詹姆斯-邦德版
为了配合《黄金眼》电影中的出场，宝马公司通过Neiman Marcus的圣诞目录发布了一款 "詹姆斯-邦德版 "Z3，并通过Neiman Marcus的圣诞目录进行销售。1996年，"詹姆斯-邦德版 "Z3以3.5万美元的价格售出。宝马和Neiman Marcus最初设定的销售目标是20辆，但后来在收到大量的兴趣订单后，被提高到100辆。
詹姆斯-邦德版以Z3 1.9为蓝本，包括了007的仪表盘格子、007邦德的地垫、独特的轮毂和镀铬外饰。该车的配色方案为 "大西洋蓝 "外观，配以米色真皮内饰，与《黄金眼》中出现的Z3一样。

### V12原型机
1999年，宝马M部门生产了一台搭载5.4 L M73 V12发动机的Z3原型车，为了测试发动机舱的空间效率，该车以敞篷车Z3为基础，采用17英寸轮毂，前部为225/45轮胎，后部为245/40轮胎，车漆为橙色。这台V12发动机在5000转/分时输出322马力（240千瓦；326马力），在3900转/分时输出490牛-米（361磅-英尺）的扭矩，动力通过6速手动变速箱传递。这款概念车的重量比标准版Z3要重得多，为1,400公斤（3,086磅），重量分布为70/30。这款概念车只在1999年向汽车杂志《Autozeitung》展示过一次。他们的测试结果显示0-100公里/小时（62英里/小时）的时间为5.5秒，0到1000米（0.62英里）的时间为24.4秒，最高时速为263公里/小时（163英里/小时）。

### Z3M Coupé安全车
Z3M Coupé的安全车变种由宝马M部门为MotoGP生产，并在2000年赛季使用。

## 历年改款

#### 1997
引入M Roadster和M Coupé车型。
   BMW Individual引入Z3车型。

#### 1998
轿跑车型的推出。
   木质装饰和动力软顶作为选装件被增加了。
   滚动圈介绍
   自动稳定控制系统（ASC）成为1.9车型的标准配置。
   Z3车型推出了硬顶外壳选项。

#### 1999年改款
1999年4月开始生产改款车型，Z3M车型没有外观造型上的改动。主要的变化包括。
   外观设计上的变化包括：重新设计的镀铬环形前大灯和L型尾灯，加宽了2.5英寸(64毫米)的后轮距(现在4缸和6缸车型都一样)，车型标识徽章，后备箱释放按钮的手指凹陷，集成式第三制动灯(2.8和3.0i车型上有银色的刹车灯)，镀铬排气口，和新的轮毂设计。
   内饰设计上的变化包括：重新设计的中控台按钮，中间有时钟，以及全新的三辐式方向盘设计。
   发动机的变化包括：2.0改为2.2i，2.3改为2.5，2.8改为3.0i。2.0改为2.2i，2.3改为2.5（仅限美国），2.8改为3.0i。Z3M全系车型改为S54发动机。
   电子稳定控制系统由ASC升级为新的DSC系统
   新的三层隔热敞篷车顶，带头衬。
   引入双级侧气囊

#### 2000
DSC现在集成了动态制动控制(DBC)和自动差速制动(ADB)功能。

## 市场
Z3在詹姆斯-邦德电影《黄金眼》中曾短暂出现在邦德在古巴驾驶的场景中，Z3是詹姆斯-邦德在电影中驾驶的少数几辆非英国生产的汽车之一，也是三部詹姆斯-邦德电影中第一辆以宝马汽车为主角的电影。《黄金眼》中的Z3在大灯后面隐藏着毒刺导弹、紧急降落伞制动系统和仪表盘上的液晶屏形式的雷达扫描器，在简报场面中还注意到，该车包含一个副驾驶弹射座椅和自毁系统。
1995年1月，宝马公司提供了两辆蓝色的原型车，用于在Leavesden Aerodrome进行拍摄，宝马公司和Eon Productions公司之间的协议是为了汽车和电影的交叉宣传，并没有任何金钱往来。
Z3的销量随着电影票房排名第一而激增。在1996年的生产过程中，该车推出时，超过15,000辆敞篷车已售罄。